# León de las nieves

León de las nieves representado según el Escudo del Tíbet.

El león de las nieves (en tibetano: གངས་སེང་གེ་; Wylie: gangs seng ge; en . chino: Padaung : 瑞獅; pinyin: ruìshī) es un animal celestial de la cultura tibetana. Es el emblema del Tíbet, representando sus cordilleras nevadas y glaciares, y también simboliza al poder y la fuerza, la audacia y la alegría, el oriente y el elemento tierra.  Es una de las Cuatro Dignidades del budismo de Shambhala, junto al tigre, la garuda y el dragón. Se extiende sobre las montañas, y comúnmente se le representa de color blanco con una melena de color turquesa.

## Emblema nacional del Tíbet

Hay dos leones de las nieves en la bandera del Tíbet en uso oficial 1912-1950 y aún utilizada por el gobierno tibetano en el exilio, pero proscrita en la República Popular China.

Entre 1909 y 1959, un ejemplar o un par de leones de las nieves fue utilizado como escudo del Tíbet en monedas, sellos postales, billetes y en la bandera nacional. La versión mostrada a la derecha con dos leones fue introducida por Thubten Gyatso, el decimotercer Dalái lama, en 1912, basado en viejas banderas militares, y sigue siendo utilizado por el Gobierno tibetano en el exilio. La bandera es conocida popularmente como la bandera de los leones de las nieves (gangs seng dar cha).

## En la cultura tibetana
El león de las nieves se menciona con frecuencia en canciones y proverbios populares tibetanos. Se cree que vive en las montañas más altas, ya que es el "rey de las bestias" y se elevaría por sobre otros animales de niveles inferiores. Los leones de las nieves también pueden representar a ermitaños y yoguis que viven en lo alto de las montañas.

### Leche de leona de las nieves
En la tradición tibetana, dos héroes culturales, Gesar y Milarepa, fueron amamantados con leche de leona de las nieves. Esta leche (en tibetano, "'Gangs Sengemo'") tiene fama de contener nutrientes especiales para curar el cuerpo y restaurarlo a la armonía. Algunos remedios medicinales sagrados se cree que contienen la esencia de la leche de la leona de las nieves. Su leche también se usa para simbolizar el dharma y su pureza, tal como Milarepa le espeta a un hombre que busca comprarle el dharma con regalos caros:

"Yo, la leona de las nieves que permanece en soledades nevadas,
Tengo leche que es como el néctar esencial.
En ausencia de copas de oro,
No la vertería en un recipiente ordinario."

La leyenda dice que la leona produce la leche de sus patas, y que esta puede traspasarse a unas bolas huecas que se le dan a la leona para que juegue. Estas bolas pueden ser representadas en el arte tibetano como "ruedas de la alegría" de tres colores (dga' 'khyil).

### Danza

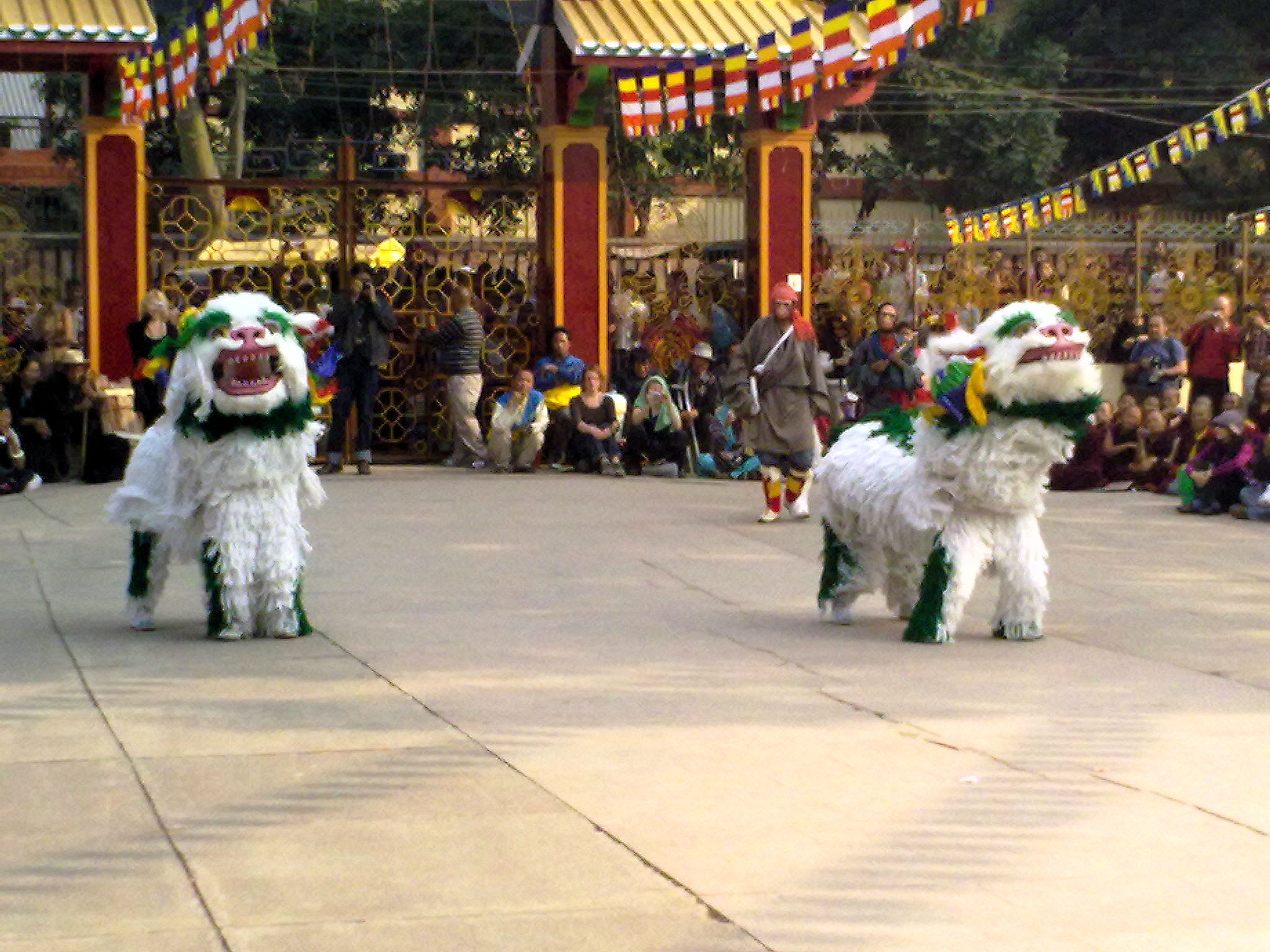
Danza del León de las Nieves en Bodh Gaya, India

Una forma de danza del león ejecutada en áreas tibetanas se conoce como "danza del león de las nieves" (Senggeh Garcham).  El nombre seng ge y sus formas relacionadas provienen del sánscrito siṅha, y cham o garcham es una danza ritual budista. La danza del león de las nieves se puede realizar como danza secular, o como una danza ritual llevada a cabo por los monjes bön.  Esta danza también se puede encontrar dentro de las expresiones culturales de otros pueblos de los Himalaya, como los Monba de Arunachal Pradesh, y en Sikkim donde se le denomina Singhi Chham.

## En el arte budista

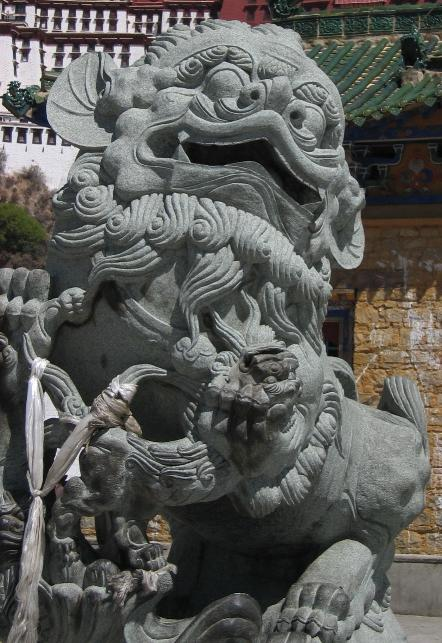
Grandes leones de las nieves guardianes de la entrada del Palacio de Potala.

El león fue adoptado como un símbolo del Buda Shakyamuni en el budismo temprano; también representa un vehículo para varias deidades de Vajrayāna tales como Vaisravana y Manjushri, mientras que el trono del león se puede encontrar en muchas formas trikaya de Buda. El león en el arte de la India es representado en el arte budista tibetano tal como un león de las nieves. El león de las nieves es el protector de Buda, y en las pinturas y esculturas se suele ver como sosteniendo el trono de Buda (uno a la izquierda y otro a la derecha del trono), el que también puede ser representado con ocho leones de las nieves representando los 8 bodhisattvas principales de Buda Sakiamuni.
El cuerpo del león de las nieves es blanco mientras que su pelo, que fluye de la melena, de la cola y de los enrollamientos en sus piernas, es azul o verde turquesa. Aunque la mayoría de los leones de las nieves son neutros en cuanto al género en el arte budista, hay algunos que están representados más obviamente como masculinos y otros más obviamente como femeninos. Cuando se representa como un par simétrico, el macho está a la izquierda y la hembra a la derecha. Los leones de las nieves de las esculturas son a menudo repujados en el metal que ha sido cubierto de dorado y pintado.      

## Atributos
El león de las nieves es un tulku o personificación del ánimo lúdico primordial de ananda, "alegría, dicha" (wylie: dga'), comparable al unicornio occidental. Paradójicamente, el león de las nieves no vuela, pero sus pies nunca tocan el suelo; su existencia es un continuum lúdico (wylie: rgyud) dando brincos de un pico montañoso a otro. La potencia energética (sabiduría o sakti) del león de las nieves se expresa como atributo del gankyl o "rueda de ananda", que el león mantiene en juego eternamente. El gankyl es el principal símbolo polivalente y herramienta de enseñanza de todas las doctrinas trinitarias del Dzogchen y es la rúbrica energética de la Trikaya. El gankil es la rueda interior de la rueda del dharma del camino de los Ocho signos auspiciosos del budismo Vajrayana.

### Rugido
El rugido del león de las nieves encarna el sonido del shuniata o "vacío", el coraje y la verdad, y debido a esto es a menudo un sinónimo del Buddhadharma, las enseñanzas del Buda, ya que implica la liberación del karma y la llamada desafiante a despertar. Se considera tan poderoso que sólo un rugido podría hacer que siete dragones caigan del cielo.

## Perro león tibetano
La raza Lhasa Apso es también llamada "perro león tibetano" debido a su parecido al león de las nieves. Sin embargo, se desconoce si el perro fue criado para parecerse al león de las nieves o si el diseño artístico fue influenciado por las características del perro.